# Bernhard Friedrich Hummel
Bernhard Friedrich Hummel (* 14. Dezember 1725 in Reusch, Weigenheim; † 4. März 1791 in Altdorf bei Nürnberg)  war ein deutscher Pädagoge. 

## Leben
Bernhard Friedrich Hummel wurde als Sohn eines Predigers geboren.
Nachdem er anfangs von seinem Vater zu Hause unterrichtet wurde, kam er auf die Schule nach Uffenheim und von da auf die Lateinschulen St. Lorenz und 1745 nach St. Egidien in Nürnberg. Er begann 1745 ein Theologie-Studium an der Universität Altdorf und hörte dort die Vorlesungen des Professor Christian Gottlieb Schwarz. 1748 disputierte er öffentlich unter dem Vorsitz von Professor Georg Andreas Will.
Nach Beendigung des Studiums bot sich ihm die Aussicht auf eine Anstellung als Rektor in Weinheim, weil der dortige Rektor bereits sehr alt und auf der Suche nach einem Vertreter war. Er reiste an und hielt eine Probepredigt, mit der die Gemeinde so zufrieden war, dass sie ihn gerne anstellen wollten. Er lehnte das Angebot jedoch ab, weil an die Stelle die Hochzeit mit der ältesten Tochter des Rektors verknüpft war. 
Er reiste nach Frankfurt am Main und versuchte dort als Hauslehrer eine Anstellung zu erhalten. Aufgrund seines großen Wuchses, der Mangel an anderen Aussichten, zu wenig Weltkenntnis und den ständigen Nachstellungen der Preußischen Werber, führte es dazu, dass er in die Preußische Armee trat. Trotz des Versprechens, das er als Unteroffizier in einem Infanterie-Regiment verwendet werden sollte, kam er als Musketier nach Gardelegen. Er fand nach kurzer Zeit Gelegenheit bei Edelleuten, Feldscher und einigen Offizieren Unterricht in Latein, Geographie und Deutsch zu halten; hierdurch verdiente er soviel dazu, dass er sich Stadturlaub nehmen konnte. Er wurde nun auch von Offizieren, Adjutanten und Feldwebeln zur Verfertigung ihrer Korrespondenzen, der Anfertigung von Listen und weitere militärische Schreibarbeiten gebraucht. Daraufhin wurde er in das erste Bataillon des Regimentes nach Stendal versetzt, dort besserte er neben seinem Dienst sein Gehalt noch mit dem Kopieren beim dortigen Obergericht, bei der Registratur und Kanzlei. Zusätzlich gab er den beiden Töchtern des Hauptmanns von Rohr drei Stunden Unterricht.
Er versuchte 1756, mit Hilfe des Obergerichtspräsidenten Hans Christoph von Bismark (1704–1773), aus dem Soldatendienst zu gelangen; dieser bot dem Kompaniechef, Major Ziethen, 300 Reichstaler für den Abschied von Bernhard Friedrich Hummel. Obergerichtspräsident von Bismarck wollte ihn als Sekretär in seiner Bibliothek einstellen und zur Erledigung der Korrespondenz verwenden, mit dem Ziel ihm eine Kanzlisten-Stelle zu verschaffen. Diese Absichten zerschlugen sich dann jedoch durch den Beginn des Siebenjährigen Krieges, in dem das Regiment nach Böhmen ins Feld zog.
In der Schlacht bei Lobositz wurde ihm am ersten Tag durch die linke Wade geschossen. Am darauffolgenden Tag wurde er zum Unteroffizier ernannt und zur weiteren Genesung in das Kadettenhaus nach Dresden gebracht. Nach vierzehn Wochen kehrte er zu seinem Regiment zurück, das inzwischen in Döbeln im Winterquartier lag.
Im Frühjahr 1757 marschierte die Armee wieder nach Böhmen und nahm am 6. Mai an der Schlacht bei Prag teil. Bernhard Friedrich Hummel war mit seinem Regiment nicht an der Schlacht, jedoch bei der bis 18. Juni andauernden Belagerung der Stadt beteiligt. Anschließend kehrte die Armee wieder nach Sachsen zurück und verstärkte sich bei Dresden, wendete sich dann gegen die Niederlausitz, schlug vor Bautzen ein Lager auf und sollte auf Zittau zumarschieren. Hierbei fand er am 12. August 1757 eine Möglichkeit seinen Dienst aufzugeben und setzte sich so schnell als möglich nach Nürnberg ab. Über Sachsen, Jena, Coburg und Bamberg kam er in Nürnberg an. Dort wurde er von seinem Vetter, Kantor an der St. Sebald-Kirche, aufgenommen. Für die Stadt stellte er eine Sammlung von allen Additionaldekreten zusammen, die den Statuten von Nürnberg nach und nach beigefügt wurden; weiterhin gab er Unterricht als Hauslehrer in angesehenen Häusern.
1763 wurde ihm die vakante Stelle des Rektors an der Stadtschule in Altdorf angeboten. Er trat dieses Amt mit der Rede de damno, quod sibi inferunt litteris consecrati ludicrorum scriptorum lectioni nimium indulgentes an.
Bernhard Friedrich Hummel war seit 1764 verheiratet und hinterließ bei seinem Tod eine Witwe sowie einen Sohn und eine Tochter.

## Mitgliedschaften
Er war Sekretär der Deutschen Gesellschaft in Nürnberg und Mitglied der Deutschen Gesellschaft Helmstedt.

## Schriften (Auswahl)
- Georg Bernhard Hummel; Johann Friedrich von Harpprecht: Bey der Bergisch- und Hummlischen Verbindung, welche den 22. Jan. 1765. in Tübingen vergnügtest vollzogen wurde, wollten vor das Wohl des werthesten Brautpaars ihre Wünsche vereinigen die Denenselben verbundenste M. Georg Bernhard Hummel, und M. Johann Friedrich Harpprecht. Tübingen: Johann Adam Sigmund, 1765.
- Mvsarvm remissio, sive commentationes aliqvot satyrici, literarii, antiqvarii et philologici argvmenti. Altdorf 1766.
- Es gibt dreyerley Arten ungegründeten Nachrichten und Recensionen. Altdorf den 12. Sept. 1768.
- Entschuldigungsschreiben an eine Standesperson in Nürnberg, welche von einigen dummen Leuten für den Verfasser der sogenannten Paragraphen gehalten wurde. Altdorf, 1768.
- Andreas Götz; Bernhard Friedrich Hummel: Vrsvlae Gansiae Epistola Arcana ad Ioannem Fridericum Herelivm Noribergensem Non Ignoti Satiricvm. Ochsenfurt: Nova Libr. Taberna, 1768.
- Johann Jacob Bauer; Martin Jacob Bauer; Bernhard Friedrich Hummel: Bibliothecae librorvm rariorvm vniversalis svpplementorvm volumen I-II, oder, Des vollständigen Verzeichnisses rarer Bücher aus den besten Schriftstellern mit Fleiss zusammen getragen und aus eigner vieljähriger Erfahrung vermehrt, von Johann Jacob Bauer. Nürnberg, bey Martin Jacob Bauer, 1774.
- Celebrivm virorvm cvm Norimbergensivm tvm aliorvm qvoqve epistolae ineditae LX. historico-ecclesisatici ac literarii potissimvm argvmenti. In lvcem protvlit ac annotationibvs. Norimbergae, M.I. Baveriana, 1777.
- Epistolarvm Historico-Ecclesiasticarvm Secvlo XVI. et XVII. A Celeberrimis Viris Scriptarvm Semicentvria. Prima et altera. Halae: Gebauer, 1778–1780
- Christophorus Gottwaldt; Bernhard Friedrich Hummel: D.C.G. physikalisch-anatomische Bemerkungen über die Schildkröten. Aus dem Lateinischen übersetzt. By B.F. Hummel. Mit 10 Kupfertafeln. Nürnberg, 1781.
- Neue Bibliotheck von seltenen und sehr seltenen Büchern und kleinen Schriften, samt beygefügten noch ungedruckten Briefen und andern Aufsätzen gelehrter Männer der vorigen Zeiten. Nürnberg : Bauer, 1782.
- Sebastian Schertlin von Burtenbach; Christoph Sigmund von Holzschuher; Bernhard Friedrich Hummel: Lebensbeschreibung des berühmten Ritters Sebastian Schärtlins von Burtenbach: aus dessen eigenen und Geschlechts-Nachrichten. Zweiter Theil Bestehend in Berichtigung des Textes im ersten Theil, Erläuterungen und hieher gehörigen Beylagen. Nürnberg Verlag der Christ. Weigel-Schneiderischen Kunst- und Buchhandlung 1782.
- Sebastian Schertlin von Burtenbach; Bernhard Friedrich Hummel; Christoph Sigmund von Holzschuher: Bestehend in Berichtigung des Textes im ersten Theil, Erläuterungen und hieher gehörigen Beylagen. Frankfurt, 1782.
- Bernhard Friedrich Hummel; Friedrich Andreas Stroth: Europa: Darin Griechenland. Nürnberg, 1784.
- Bernhard Friedrich Hummel; Georg Adam Dillinger: Von Europa. Nürnberg: Weigel und Schneider, 1785.
- Paul Jakob Bruns; Bernhard Friedrich Hummel: Handbuch der alten Erdbeschreibung zum Gebrauch der eilf größeren Danvillischen Landkarten: aus den besten Quellen verfaßt. Von Europa, welcher das erste bis zehnte Capitel enthält. Nürnberg: Weigel & Schneider, 1785.
- Compendium deutscher Alterthümer, ausgearbeitet von Bernhard Friedrich Hummel. Nürnberg: Bey E.C. Grattenauer, 1788.
- Johann David Köhler; Heinrich Gottlieb Titz von Titzenhofer; Bernhard Friedrich Hummel; Johann Gottfried Stiebner: Disquisitio de incluto libro poetico Theuerdanck. Norimbergae Stiebener 1790.
- Johann David Köhler; Bernhard Friedrich Hummel; Melchior Pfintzing: J.D. Koehleri disquisitio de incluto libro poetico Theuerdanck; denuo recudi fecit, notis et specimine glossarii instruxit B.F. Hummel. Norimbergæ, 1790.
- Johann Jacob Bauer; Georg Andreas Will; Bernhard Friedrich Hummel; Martin Jacob Bauer (Neurenberg): Bibliotheca librorvm rariorvm vniversalis. Oder vollständiges Verzeichniss rarer Bücher. Nürnberg: bey Martin Jacob Bauer, 1770–1791.
- Zusätze und Verbesserungen zu der Bibliothek deutscher Alterthümer. Nürnberg: Grattenauer, 1791.
- Quintus Tullius Cicero; Bernhard Friedrich Hummel; Christian Gottlieb Schwarz: Quinti Tullii Ciceronis Commentariolum de petitione consulatus ad M. Tullium fratrem: accedunt aliae quaedam Quincti scriptorum reliquiae. Norimbergae, 1791.
- Beschreibung entdeckter Alterthümer in Deutschland. Nürnberg: Grattenauer 1792.
- Beytrag zur Geschichte des Schwäbischen Bundes und des Bauernkriegs: bestehend in Urkunden und Briefen. Fürth: Geyer 1792.

Vor dem Druck verbesserte er noch die Texte zum Röselschen Insektenwerk.